# Alexandra van Huffelen
Alexandra Carla van Huffelen (Leiden, 21 juli 1968) is een Nederlands politica en bestuurster. Ze is lid van D66. Sinds 1 februari 2025 is ze voorzitter van het college van bestuur van de Radboud Universiteit. Sinds 13 november 2024 is ze partijvoorzitter van D66. 
Daarvoor was ze staatssecretaris Koninkrijksrelaties en Digitalisering in het kabinet-Rutte IV (2022–2024) en staatssecretaris van Financiën in het kabinet-Rutte III met als portefeuille toeslagen en douane (2020–2022).
Eerder was ze Eerste Kamerlid (2019–2020), algemeen directeur van GVB Amsterdam (2014–2010), wethouder van Rotterdam (2010–2014) en directeur bij Essent (2000–2010).

## Opleiding en loopbaan
Van Huffelen ging tot 1986 naar het vwo op De Vlietschans in Leiden. Daarna studeerde ze van 1986 tot 1992 bestuurskunde aan de Rijksuniversiteit Leiden, de Erasmus Universiteit Rotterdam en de Universiteit van Aarhus. Tot 1993 volgde zij de Vakopleiding Openbare Financiën voor Hogere Ambtenaren (VOFHA). Ze volgde cursussen op het gebied van management, onder andere het New Board Program bij A.T. Kirney en aan de Nyenrode Business Universiteit in Breukelen. Verder volgde zij een managementtraining in Frankrijk en een training ‘Dealing with angry public’ aan de Harvard-universiteit.
Ze begon haar loopbaan in 1990 als organisatieadviseur en trainer bij de Holland Consulting Group in Amsterdam. Twee jaar later ging ze werken bij het ministerie van Volkshuisvesting, Ruimtelijke Ordening en Milieubeheer (VROM). Daar was zij verantwoordelijk voor het beleid van veel milieu- en infrastructuurzaken. Zo was ze manager van het CO2-reductieplan en projectleider van Rijkshuisvestingsplan III. 1997 maakte ze de overstap naar projectbureau Energie 2050, waar ze zich ook weer veel met milieu bezighield. Energie 2050 is een stichting in 's-Hertogenbosch met het doel om het gebruik van duurzame voorzieningen in Noord-Brabant te stimuleren. Van 2000 tot 2010 was zij werkzaam bij energiebedrijf Essent; ze was er directeur Corporate Strategy, directeur Customer Relations, directeur New Energy en vanaf 1 oktober 2008 directeur van het Duitse Essent GmbH.

## Politieke loopbaan
Na de gemeenteraadsverkiezingen van 2010 werd Van Huffelen benoemd tot wethouder van Duurzaamheid, Binnenstad en Buitenruimte van Rotterdam. Van Huffelen was ook verantwoordelijk voor de herontwikkeling van de Rotterdamse binnenstad. Daarnaast was zij verantwoordelijk voor het beheer, onderhoud van de buitenruimte en de vergroening in en om Rotterdam. Ze maakte op 14 januari 2013 bekend zich kandidaat te stellen voor het voorzitterschap van D66, als opvolger van Ingrid van Engelshoven. Op 8 maart 2013, een dag na de sluiting van de stemming, werd bekend dat van Huffelen de strijd verloren had van Fleur Gräper. Bij de tweede stemronde kwam ze 460 stemmen tekort voor de overwinning.
Per 1 juni 2014 werd Van Huffelen algemeen directeur bij het GVB Amsterdam. Voor de Eerste Kamerverkiezingen 2019 stond Van Huffelen op de derde plaats op de kandidatenlijst van D66 en op 11 juni 2019 werd ze geïnstalleerd als Eerste Kamerlid. Op 29 januari 2020 vertrok Van Huffelen bij het GVB vanwege de aanstelling tot staatssecretaris van Financiën voor toeslagen en douane. In die rol was zij verantwoordelijk voor de afhandeling van de toeslagenaffaire. Met het kabinet besloot zij alle slachtoffers (minimaal) €30.000 te geven ongeacht de geleden schade. CDA-Kamerlid Pieter Omtzigt had kritiek op deze beslissing, omdat er ook slachtoffers zijn met zeer kleine schade. Hij sprak van 'een pure paniekmaatregel om het kabinet te redden'. In oktober 2021 zei de demissionaire staatssecretaris dat het nog "heel lang" gaat duren voor alle gedupeerde ouders zijn gecompenseerd.
Aan het eind van de kabinetsformatie na de verkiezingen van maart 2021 werd zij in januari 2022 voorgedragen voor het staatssecretariaat voor Koninkrijksrelaties en Digitalisering. Zij erkende het dossier koninkrijksrelaties niet te kennen en eerst even wat huiswerk te moeten doen. Op 10 januari 2022 werd zij beëdigd als lid van het kabinet-Rutte IV. In December van datzelfde jaar ontstond er ophef in de Tweede Kamer nadat van Huffelen de door een meerderheid gesteunde motie van SP-kamerlid Renske Leijten negeerde, en instemde met de Raadsconclusies over de Europese digitale identiteit. In een brief aan de Kamer liet van Huffelen weten dat zij, in tegenstelling tot de mening van de Kamer, van mening was dat de Raadsconclusies wél de zorgen van de Kamer tegemoetkwamen. Van Huffelen heeft dan ook namens Nederland alsnog ermee ingestemd. Ze bleef staatssecretaris tot het einde van dit kabinet op 2 juli 2024. Op 13 november 2024 werd Van Huffelen verkozen tot partijvoorzitter van D66 en volgde ze Victor Everhardt op. Per 1 februari 2025 werd ze voorzitter van het college van bestuur van de Radboud Universiteit. Ze kreeg er onder meer strategie, alumni, impact en kennisveiligheid in haar portefeuille.

## Nevenfuncties

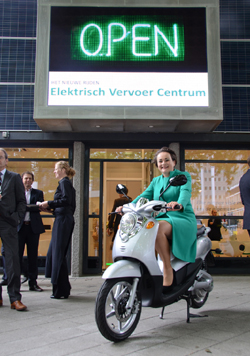
Van Huffelen op de elektrische scooter als wethouder van Rotterdam (2011)

Van Huffelen bekleedde diverse bestuursfuncties en was onder meer voorzitter van het internationale kunstcentrum De Appel in Amsterdam, lid van de Raad van Toezicht van het Catharina Ziekenhuis in Eindhoven, lid van het Formule E-team ter bevordering van elektrisch rijden en lid van het bestuur ICLEI, de wereldwijde vereniging van gemeenten die samenwerken aan duurzaamheid. Ze is sinds 1989 lid van D66 en heeft in die periode verschillende functies vervuld, waaronder penningmeester van de afdeling Rotterdam. Op 20 juni 2015 werd ze verkozen tot voorzitter van de Fietsersbond. Deze functie heeft zij een jaar bekleed. Op 1 september 2024 voorzitter van de Stichting Ondersteuning van de Nederlandse Bachvereniging.

## Privéleven
Van Huffelen is getrouwd.
- Parlement.com: vkvuf5uaorwx